# Diesellokomotive

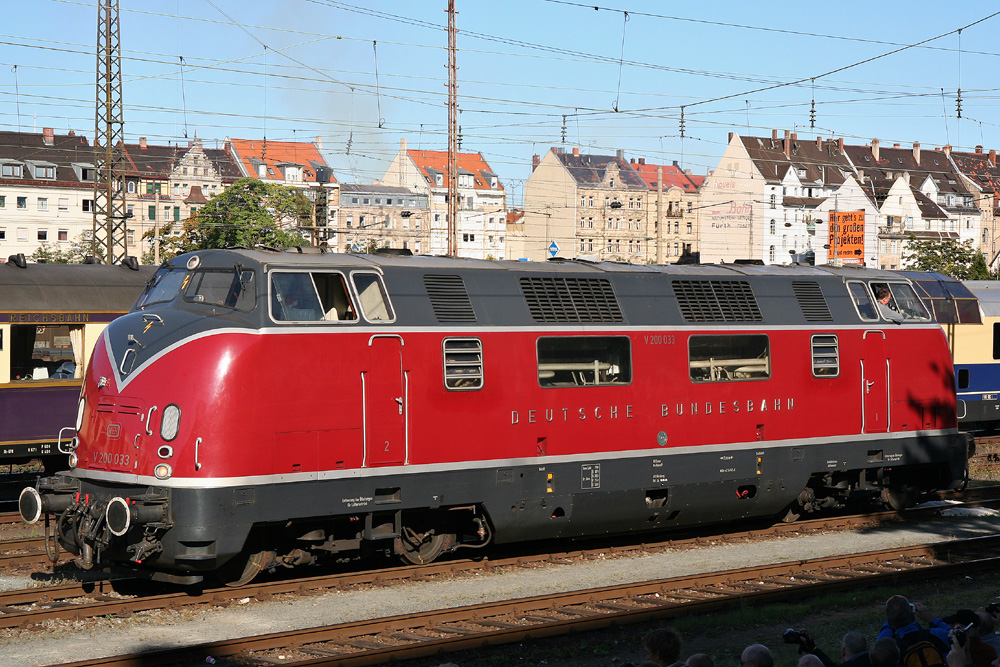
Dieselhydraulische Lokomotive der Baureihe V 200 der ehemaligen Deutschen Bundesbahn ab 1953

Eine Diesellokomotive ist ein Triebfahrzeug der Eisenbahn, das seine Antriebsenergie von einem oder mehreren eingebauten Dieselmotoren bezieht.

## Geschichte der Diesellokomotiven

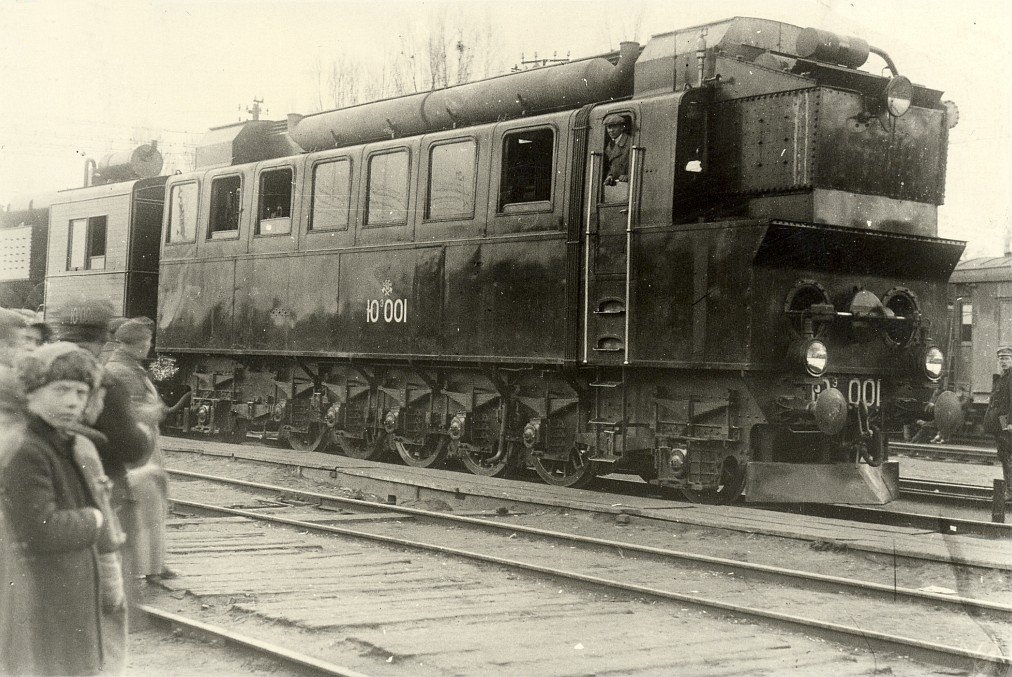
Weltweit erste betriebstaugliche Strecken-Diesellokomotive Ээл2, 1924 in Kiew

Diesellokomotiven wurden im historischen Verlauf erst nach den Dampf- und Elektrolokomotiven entwickelt. Das große Problem der ersten Versuche mit Dieselmotoren für die Eisenbahntraktion war die Notwendigkeit, den Motor lastfrei zu starten und erst nach Hochlaufen des Motors eine Kraftübertragung zu den Treibachsen auf den Schienen zu erzeugen.
Nach anfänglichen Irrtümern und Versuchen, wie beim Lastkraftwagen mit Reibungskupplungen anzufahren, und singulären Konzepten (Diesel-Druckluftlok mit Stangenantrieb wie z. B. die Diesel-Sulzer-Klose-Thermolokomotive) stellte sich zunächst der dieselelektrische Antrieb als brauchbare Lösung heraus, bei dem der Dieselmotor einen Generator treibt und dessen Strom den Fahrmotoren zugeführt wird. Erstmals wurde dieses Konzept von Juri Lomonossow für eine große Streckenlokomotive bei der 1924 in der Sowjetunion eingesetzten Diesellokomotive Ээл2 angewendet.

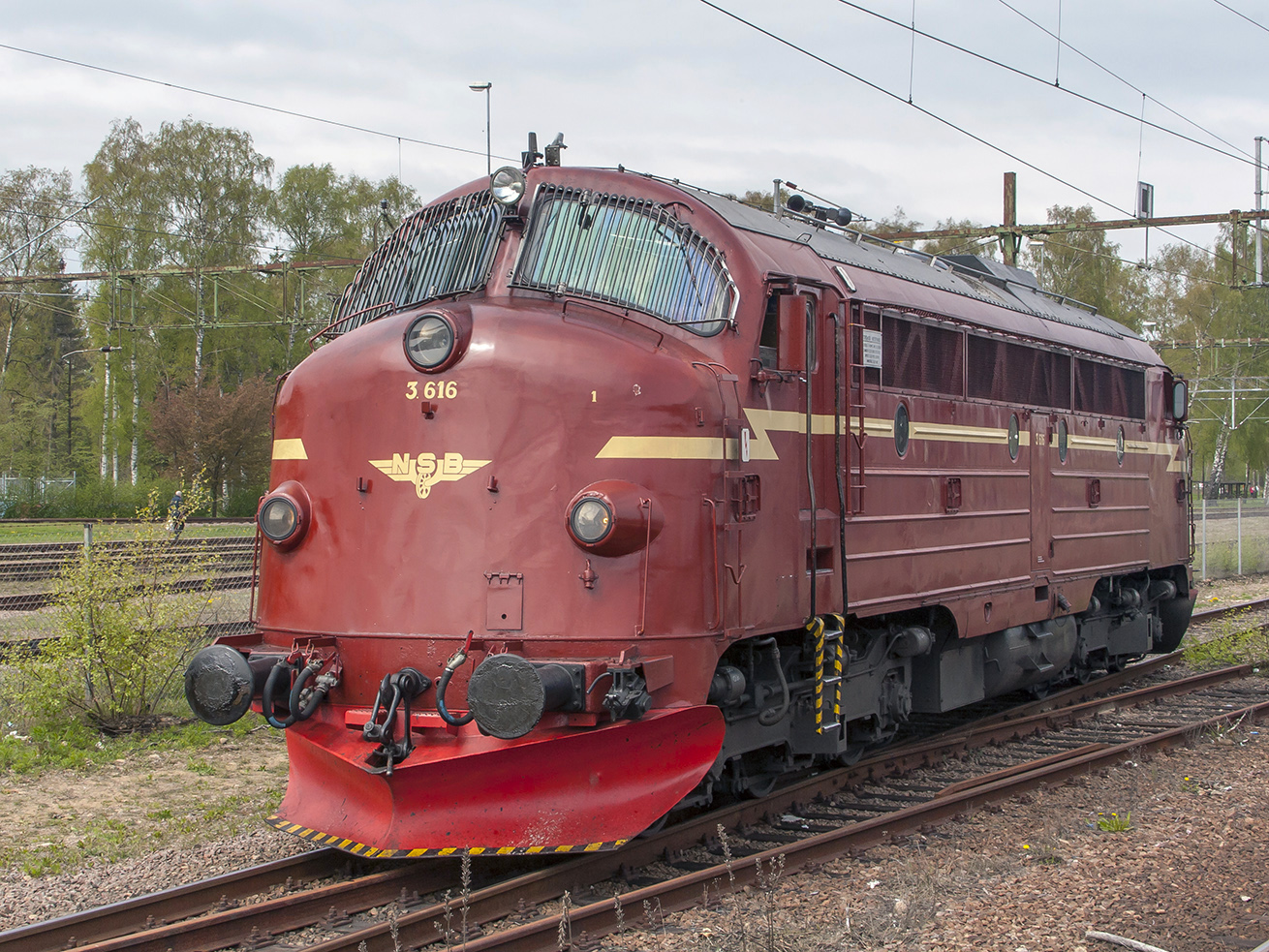
NOHAB-AA16: norwegische Di3 616 am 14. Mai 2010 im schwedischen Bahnhof Ängelholm

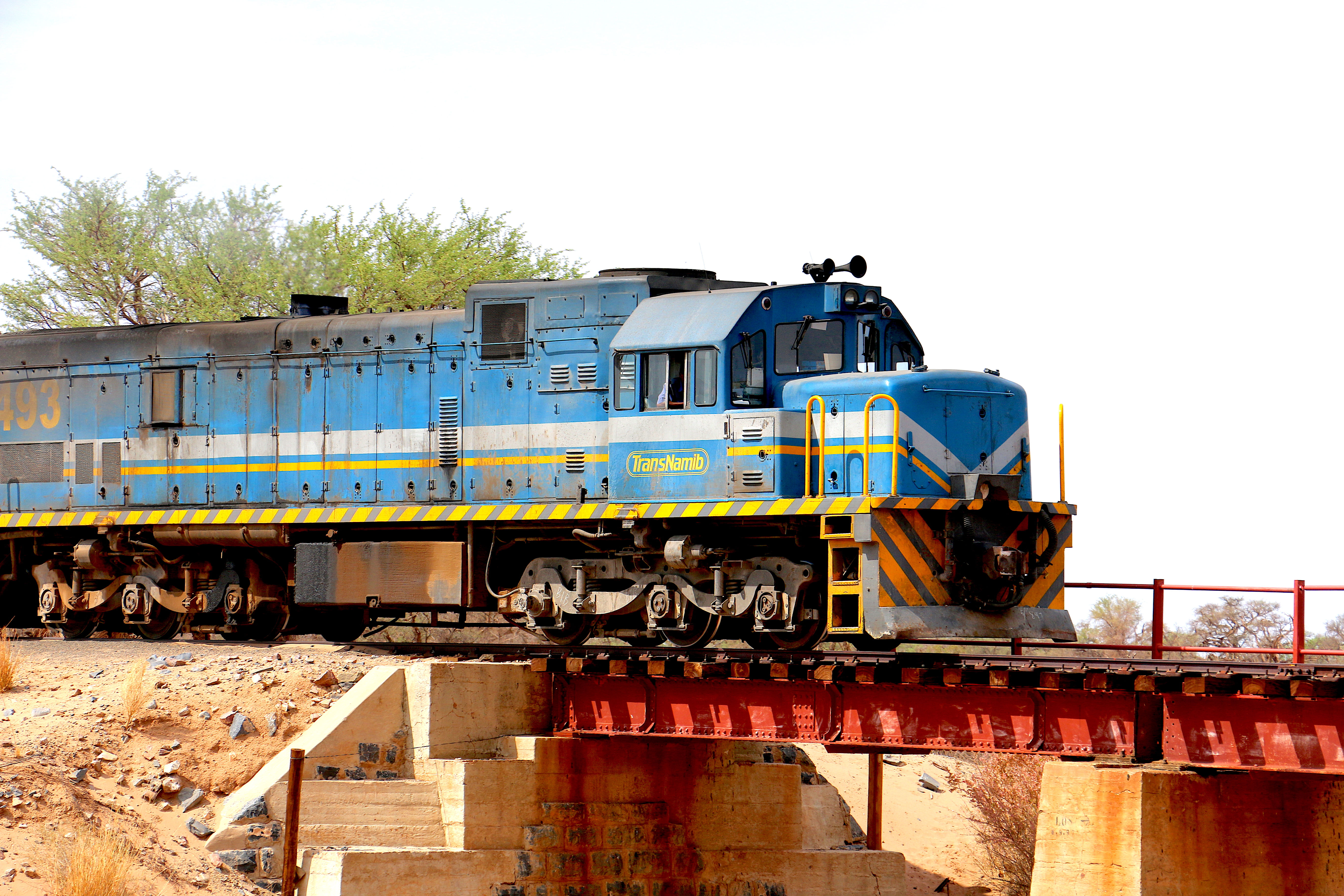
Sechsachsige Diesellokomotive der südafrikanischen Reihe 33-400 der TransNamib bei Simplon über den Gurieb, Namibia (2015)

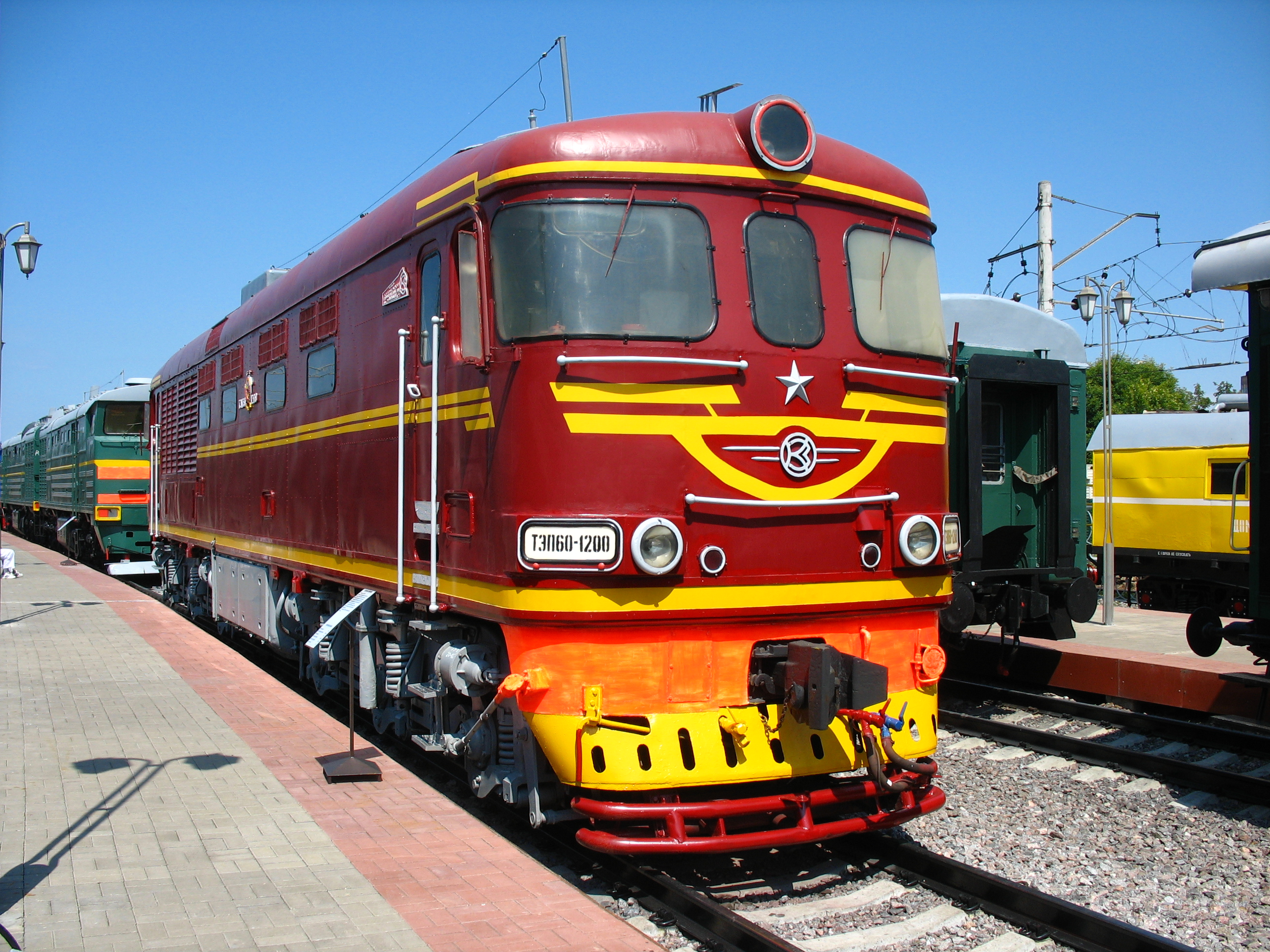
SŽD-Baureihe ТЭП60, Museum der Moskauer Eisenbahn (Rigaer Bahnhof)

Dieses Konzept erfreut sich bis heute weltweiter Verbreitung. Die meisten Güterzuglokomotiven in Nordamerika wie auch die der Sowjetunion sind damit ausgerüstet. Eine in Europa über einen langen Zeitraum bei mehreren Bahngesellschaften eingesetzte dieselelektrische Bauart ist die NOHAB AA16.
Bei der Deutschen Bundesbahn konnten sich Diesellokomotiven im Wesentlichen erst nach dem Zweiten Weltkrieg mit der hydrodynamischen Kraftübertragung durchsetzen. Diese basiert auf der Föttinger-Kupplung und dem Konzept des Drehmomentwandlers sowie den fertigungstechnischen Entwicklungen von Unternehmen wie Voith. Im Unterschied zu vielen Bahngesellschaften im Ausland bevorzugte die Deutsche Bundesbahn allerdings mittelgroße vierachsige Lokomotiven mit vergleichsweise geringer Masse bis zu 80 Tonnen. In dieser Klasse erzielte sie mit der Baureihe V 200.0 den Durchbruch. Wegen der Elektrifizierung der Hauptstrecken gab es in Westdeutschland keinen Bedarf für große Leistungen bei Diesellokomotiven. Lediglich als Entwicklungsmuster wurden einzelne sechsachsige Dieselloks mit einer Masse bis zu 120 Tonnen gebaut. So entstanden:
- ein Exemplar der V 300 (Krauss-Maffei ML 3000 C’C’, 1958),
- ein Exemplar der V 320 (Henschel DH 4000, 1962),
- zwei Exemplare der Baureihe 202 (Henschel-BBC DE 2500, 1971/3),
- drei Exemplare der Baureihe 240 (MaK-Krupp-ABB DE 1024, 1989).

Bei der Deutschen Reichsbahn verlief die Entwicklung ähnlich, war jedoch zeitlich verzögert. Nach der Fertigung der Streckenlokomotiven der Baureihe V 180 konzentrierte sich die Lokomotivindustrie auf den Bau kleinerer dieselhydraulischer Lokomotiven für den Rangier- und leichten Streckendienst. Große Streckenlokomotiven importierte die DDR auf der Basis von Kooperationsabkommen im Rahmen des RGW. So gelangten sechsachsige dieselelektrische Großdiesellokomotiven der Baureihen 120 und 130/131/132/142 aus der Sowjetunion in die DDR. Die Maschinen der BR 130 und ihre Nachfolger entstanden dabei speziell für deutsche Verhältnisse.

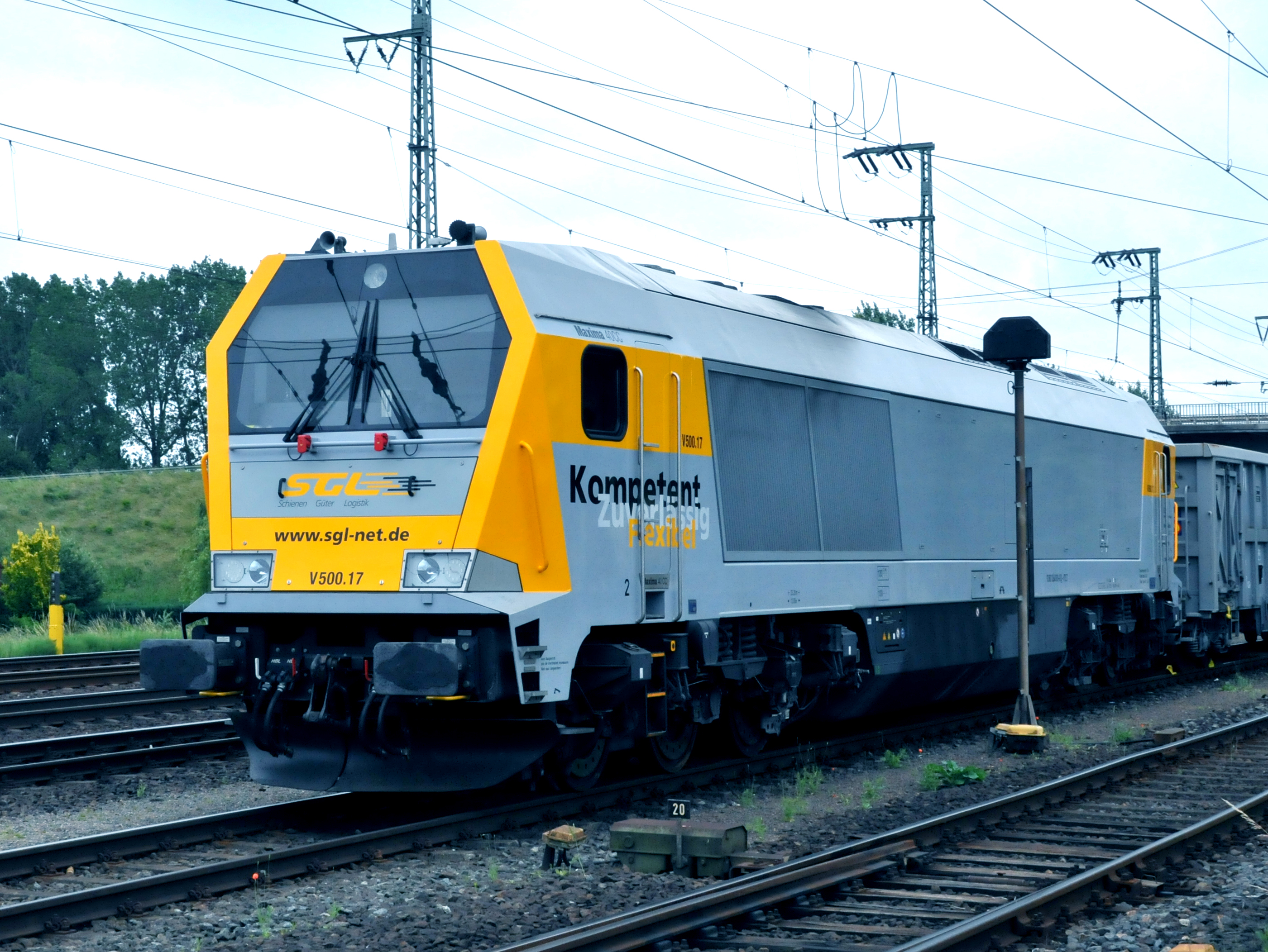
Diesellokomotive der Serie Voith Maxima, 2006

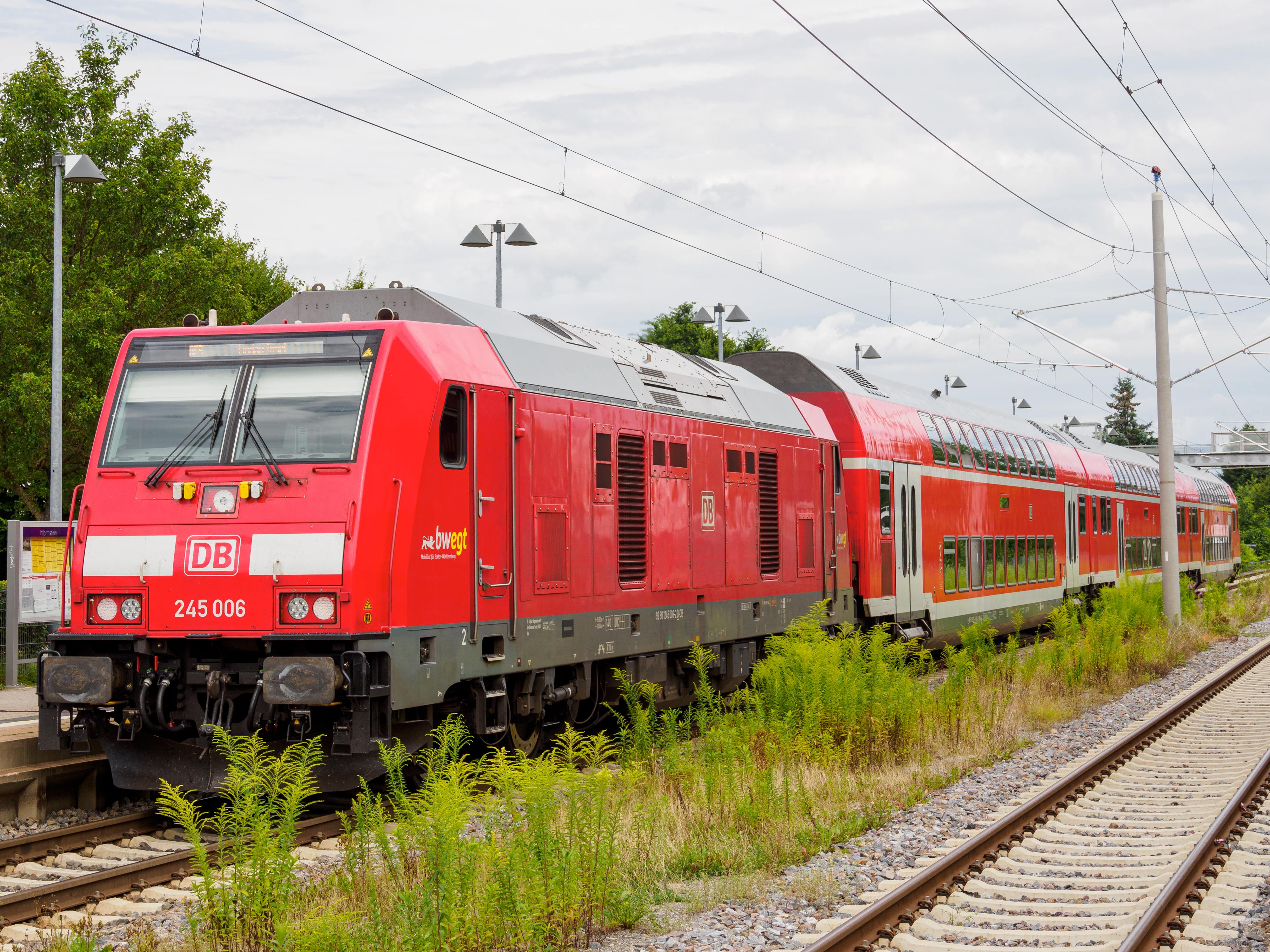
RE mit Diesellokomotive 245 006 in Langenargen

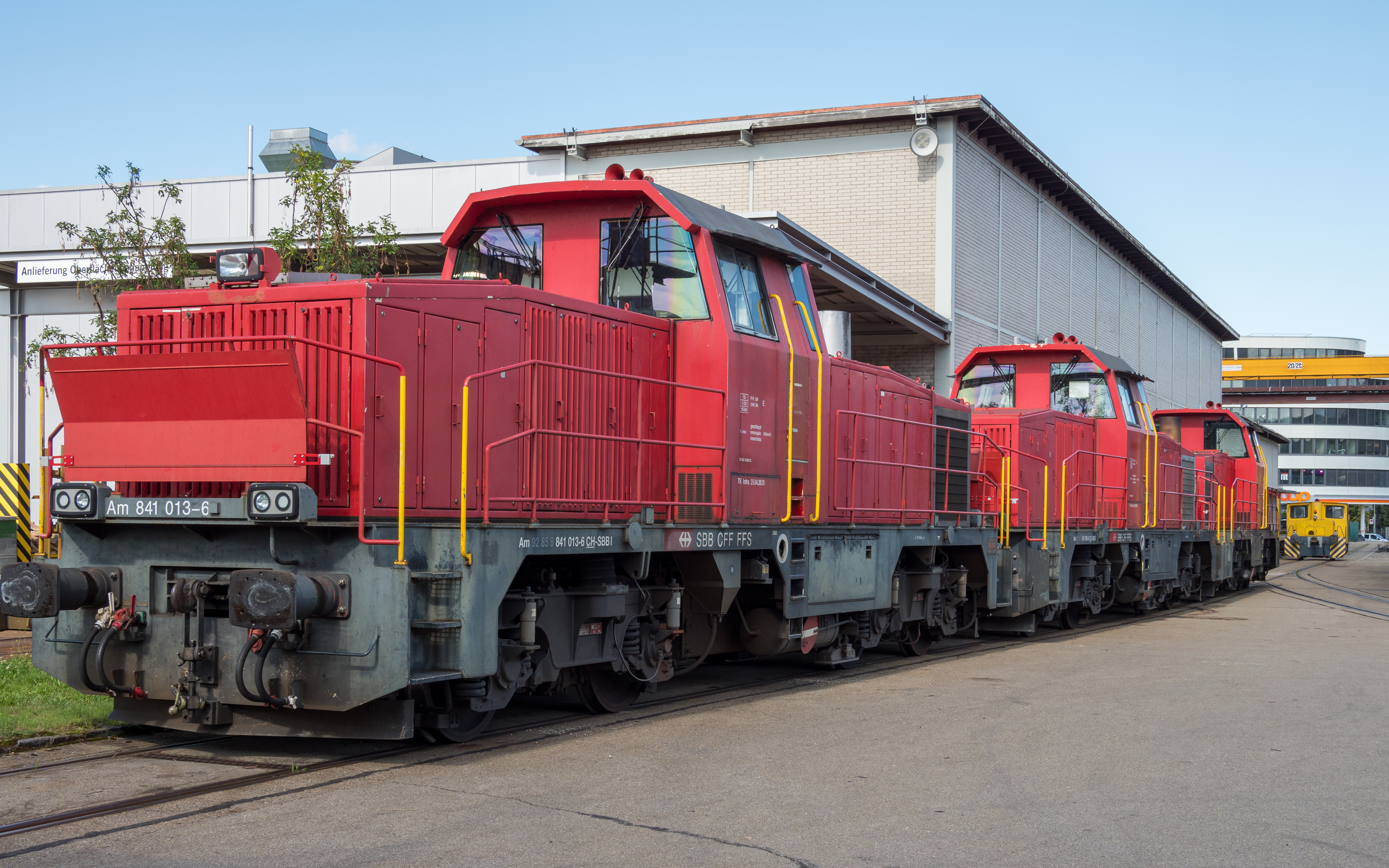
SBB-Diesellokomotiven Am 841 für den Bau-, Rangier- und Streckendienst

Die Entwicklung dieselhydraulischer Lokomotiven wurde bis 2014 von Voith Turbo Lokomotivtechnik in Kiel betrieben. Zuletzt wurden die Typen Gravita und Maxima hergestellt.
Im Personenverkehr werden in Deutschland seit mehreren Jahren die Diesellokomotiven auf nichtelektrifizierten Strecken mehr und mehr durch Dieseltriebzüge verdrängt, einzig die Beförderung schwerer Schnellzüge wird überwiegend noch mit Lokomotiven durchgeführt.

## Vorteile und Nachteile
Zu den Vorteilen von Diesellokomotiven zählt, dass sie im Gegensatz zu elektrischen Lokomotiven keine teure Fahrleitung benötigen und dass sie vor und nach der Fahrt nicht so aufwändig wie Dampflokomotiven im Bahnbetriebswerk behandelt werden müssen. Daher ist der weltweite Bestand der Eisenbahngesellschaften an Diesellokomotiven höher als der an Elektrolokomotiven.
Zu den Nachteilen einer Diesellokomotive zählen ihre komplexe Antriebsmechanik und die Tatsache, dass sie ihren Energievorrat in Form von Dieselkraftstoff mitführen muss. Ein weiterer, sehr erheblicher Nachteil ist, dass ein Dieselmotor im Gegensatz zu Elektromotoren und Dampfmaschinen nicht aus dem Stand unter Last anlaufen kann und dass eine Diesellokomotive daher geeignete Kupplungs- und Kraftübertragungselemente benötigt, die einen lastfreien Start und ein Hochlaufen des Motors ermöglichen, bevor die Lokomotive auf Zugkraft beansprucht wird. Da es in den vorherrschenden Leistungsklassen keine Reibungskupplungen gibt, hat sich die elektrische oder hydraulische Kraftübertragung durchgesetzt. Beide sind stets mit Verlusten verbunden. Diesellokomotiven haben auch Nachteile im Bereich Beschleunigung (vor allem im Vergleich zu elektrischen Triebzügen) und Höchstgeschwindigkeit sowie im Leistungsgewicht (Verhältnis Masse zu Antriebsleistung), welche vor allem bei Steilstrecken relevant ist. 
Angesichts hoher Rohöl- und damit auch Dieselpreise, der Auswirkungen der Dieselabgase und des bei der Verbrennung fossiler Brennstoffe entstehenden Klimagases Kohlenstoffdioxid wurde der Einsatz von Diesellokomotiven in Deutschland verringert.
Bahnstrecken und Bahnbetriebe wurden zunehmend elektrifiziert. Dort, wo elektrische Fahrleitungen nicht wirtschaftlich gebaut oder betrieben werden können, wie zum Beispiel beim Durchqueren von Wüsten, unwegsamem Gelände, im Nebenbahnbereich oder im Rangierbetrieb, werden überwiegend Diesellokomotiven eingesetzt.

## Aufbau

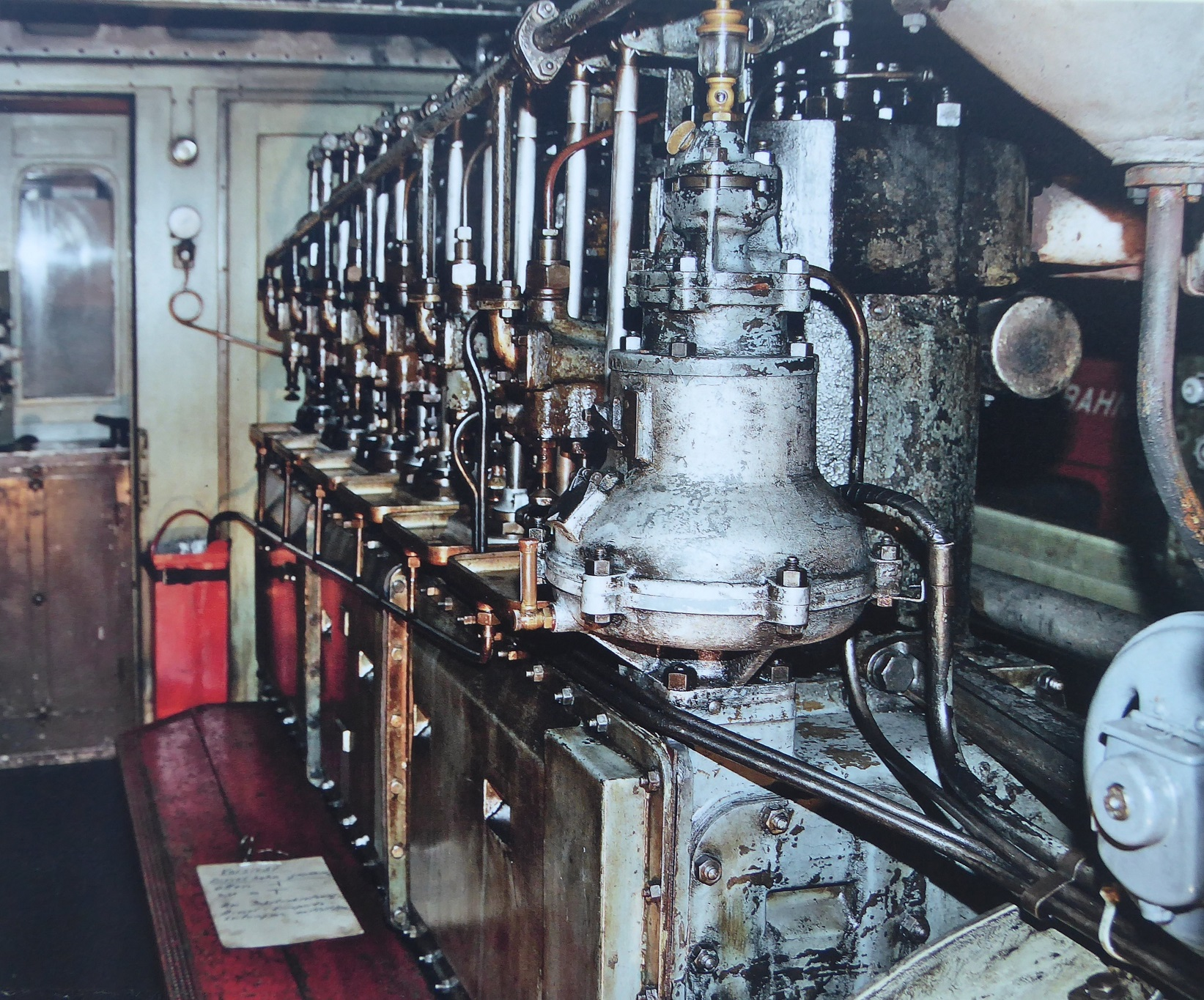
Sechszylinder-Viertaktdieselmotor Sulzer 6 LV 22 des Triebwagens BCFm 2/4 der Appenzeller Bahn aus dem Jahr 1929

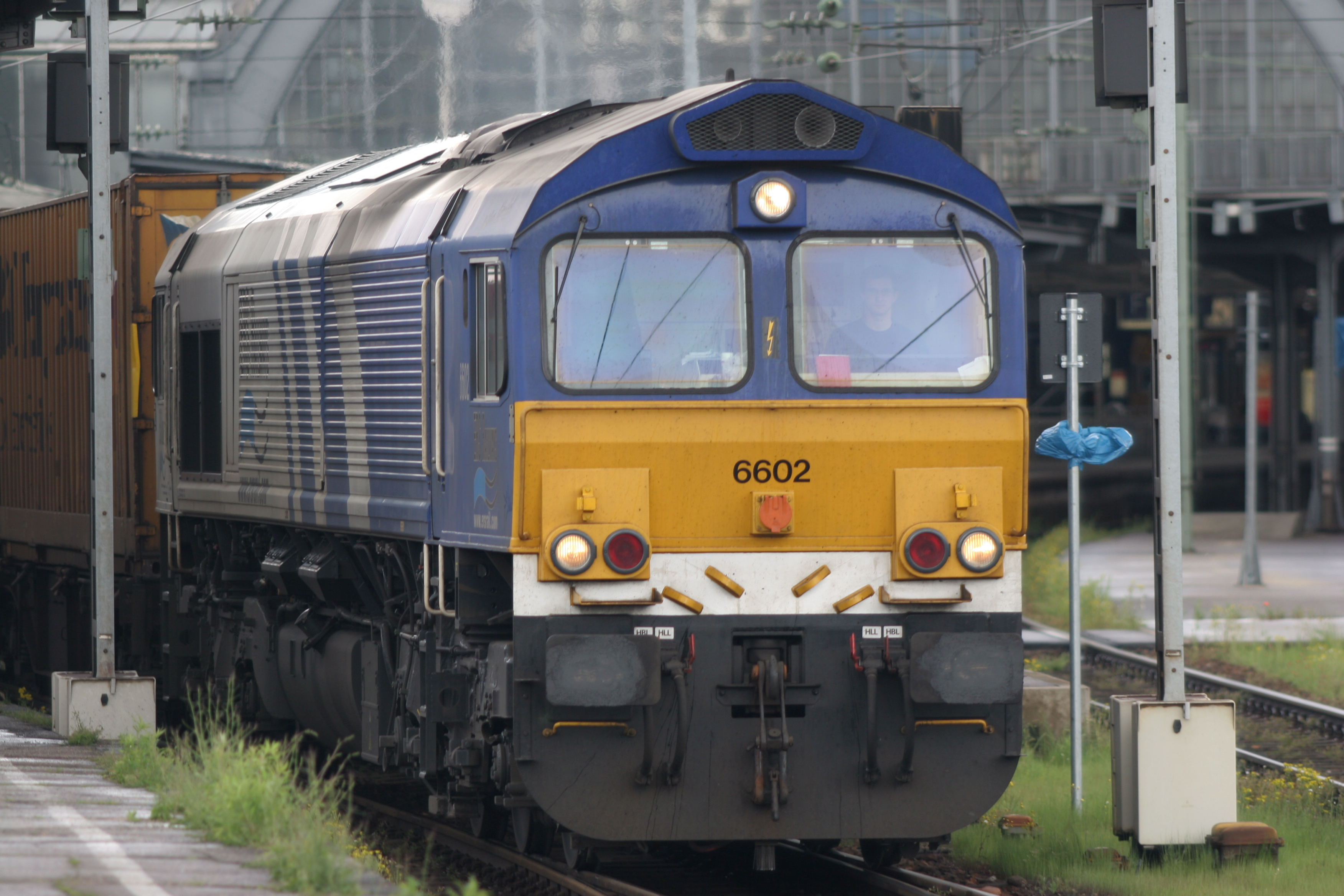
GM-EMD JT42CWR „Blue Bullet“ der ERS Railways B.V.

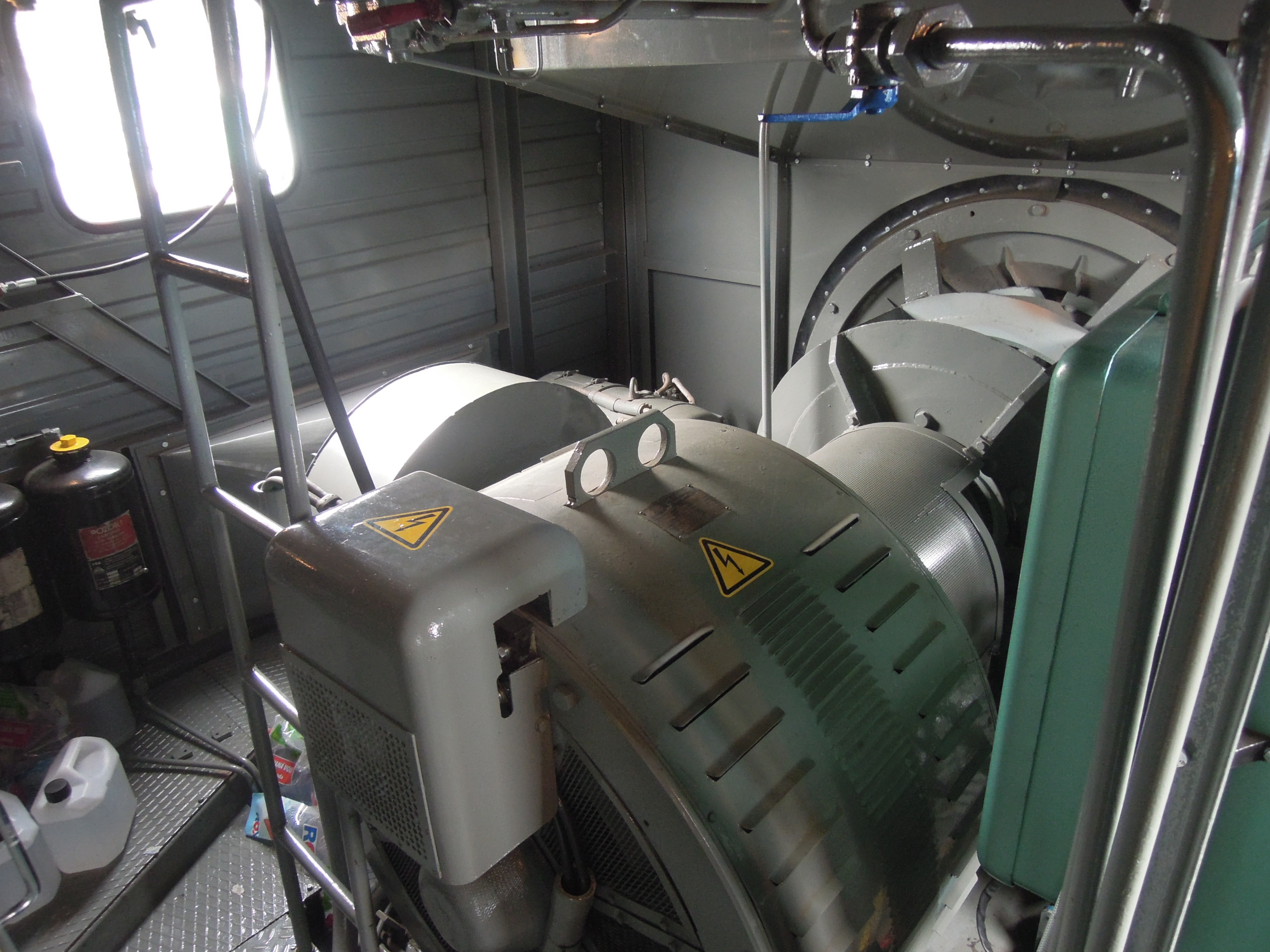
Generator einer ČSD-Lokomotive T 499.0 aus den Jahren 1974/75

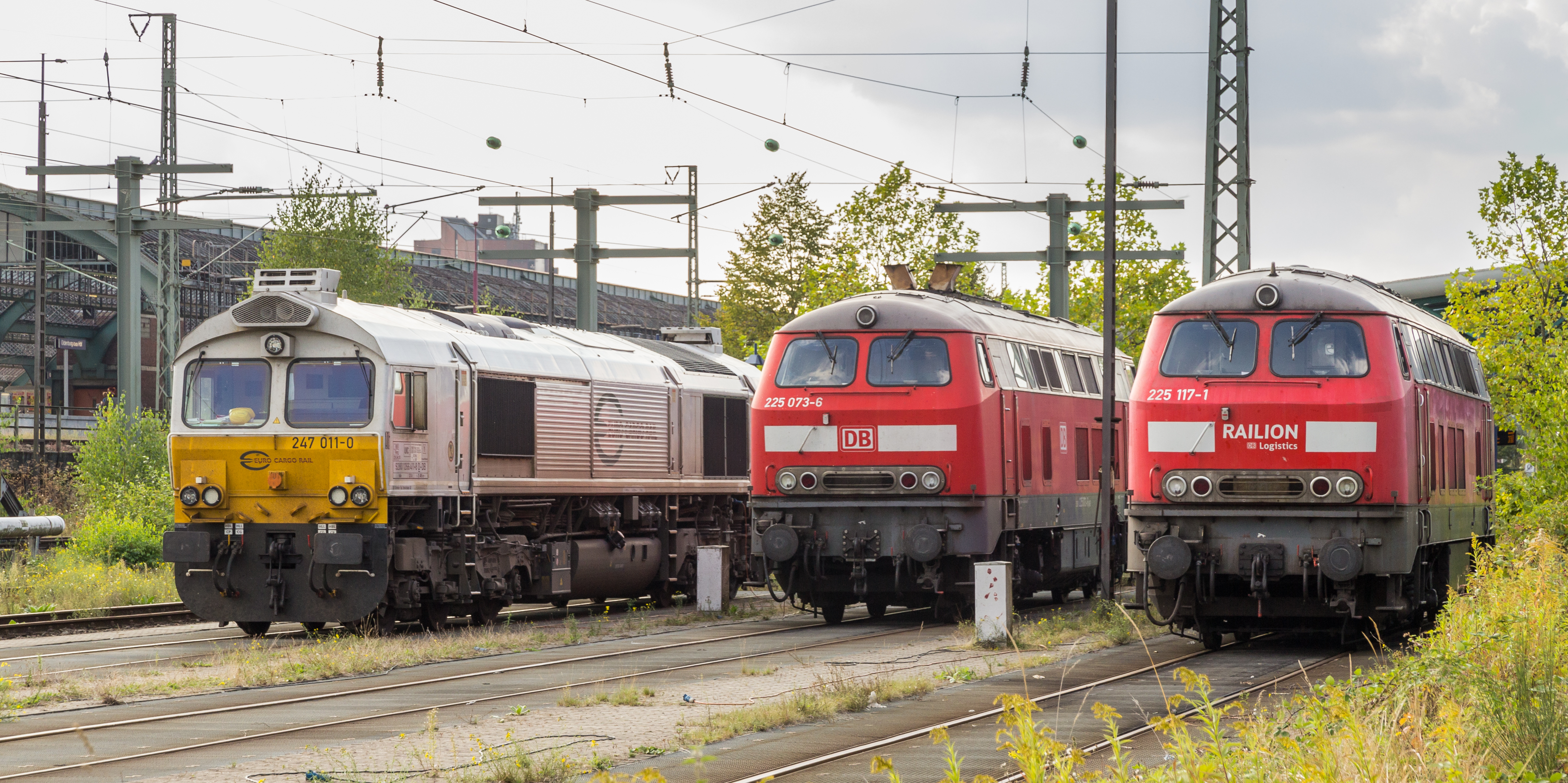
Diesellokomotiven der Baureihen 247 und 225 in Oldenburg (Oldb)

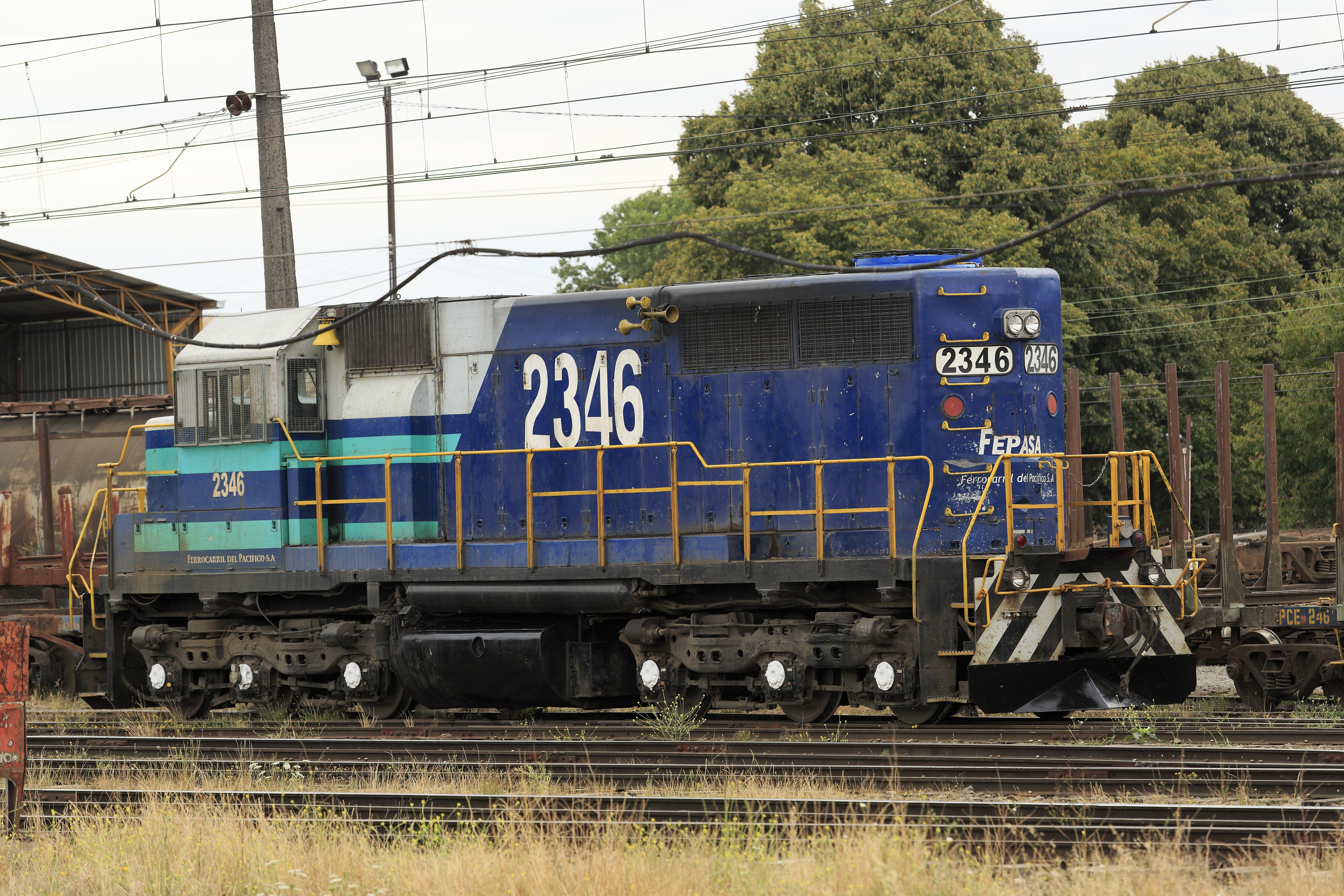
SD39-2M der FEPASA mit Endführerstand und Vorbau

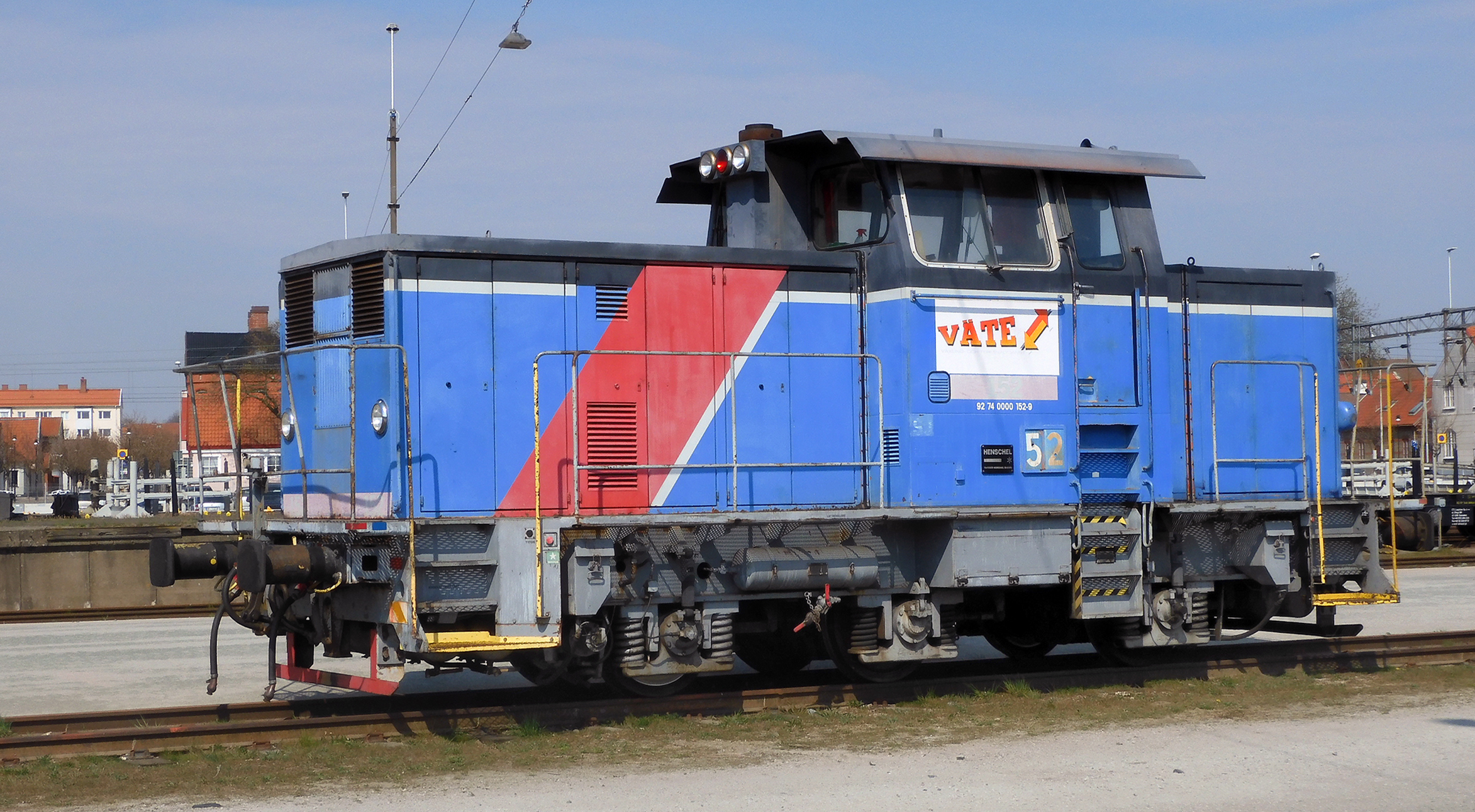
Eine Lokomotive von VÄTE Rail in Ystad 2025.

Eine Diesellokomotive besteht aus dem Bodenrahmen, fallweise mit Fahrzeugkasten sowie dem Dieselmotor (mit Kühl- und Nebenaggregaten) und dem Laufwerk mit den Einrichtungen zur Kraftübertragung. Hinzu kommen Hilfsbetriebe wie die Drucklufterzeugung, Anlagen zur Zugheizung und die Bremsausrüstung (ggf. mit dynamischer Bremse) sowie diverse Steuerungs- und Sicherungstechnik. Heutige Lokomotiven verfügen meist über nur einen Dieselmotor, früher gab es jedoch auch mehrmotorige Lokomotiven (etwa die Baureihe V 200). Die überwiegende Mehrheit der seit Ende des Zweiten Weltkrieges gebauten Diesellokomotiven sind Drehgestelllokomotiven. Die Einrahmenbauweise wurde insbesondere für kleine und Rangierlokomotiven genutzt, teilweise auch mit Stangenantrieb. Wegen der besseren Laufruhe, Wartungsfreundlichkeit und einem oberbauschonenderen Lauf setzte sich schließlich auch bei dieselhydraulischem Antrieb die Drehgestellbauart mit Gelenkwellen durch.
Bei der Form der Aufbauten sind zwei unterschiedliche Bauformen üblich, mit Endführerständen und geschlossenem, über die gesamte Fahrzeugbreite reichendem Kasten, der auch mit- oder selbsttragend sein kann oder mit schmalen, von der Seite zugänglichen Vorbauten.
Als mittragendes Element sind die schmalen Vorbauten nicht nutzbar, damit erfordert diese Bauweise einen massiven Bodenrahmen. Die Führerstände befinden sich entweder an den Fahrzeugenden, an nur einem Ende oder in Fahrzeugmitte, in diesem Fall kombiniert mit schmalen Vorbauten, fallweise zur Sichtverbesserung auch erhöht. Mittelführerstände sind wegen der gleich guten Sicht in beiden Richtungen und den dadurch möglichen Richtungswechsel, ohne dass der Triebfahrzeugführer den Führerstand wechseln muss, insbesondere bei Rangierlokomotiven üblich. Im europäischen Raum, wo die meisten Züge mit nur einer Lokomotive bespannt werden, setzten sich für den Streckenbetrieb Diesellokomotiven mit zwei Endführerständen durch. Im nordamerikanischen Netz, wo aufgrund der Zugmassen insbesondere im Güterverkehr Mehrfachtraktion üblich ist, beschaffen die Bahnbetreiber bevorzugt Lokomotiven mit nur einem Endführerstand. Während frühere nordamerikanische Diesellokomotiven noch problemlos mit den langen Aufbauten voraus eingesetzt werden konnten, wird dies bei heutigen Modellen vermieden, weil die großen Kühlanlagen die Streckensicht erheblich einschränken. Durch Exporte von nordamerikanischen Herstellern gelangten Lokomotiven mit einem Endführerstand und schmalem, langem Vorbau in geringerem Maß auch auf andere Kontinente. Im Breitspurnetz der Sowjetunion und ihrer Nachfolgestaaten werden insbesondere aus klimatischen Gründen Diesellokomotiven, auch mehrteilige, mit über die gesamte Fahrzeugbreite reichenden Wagenkästen eingesetzt.
Die Diesellokomotiven der Baureihe 245 vom Typ Bombardier Traxx sind wieder mehrmotorig. Sie werden von vier Industriedieselmotoren mit je 563 kW angetrieben. Je nach benötigter Zugkraft, können dann Motoren ab- und zugeschaltet werden. Sie sollen nach und nach die Lokomotiven der Reihe 218 ablösen.
Beim Verbrennungsmotor handelt es sich in der Regel um ein Dieselaggregat, es gab oder gibt aber auch noch folgende Varianten:
- Gasturbinenlokomotiven mit Antrieb durch Gasturbinen (auch als Diesellokomotive mit Boostergasturbinen),
- Dampf-Diesel-Lokomotiven (Bauart Stills).

Die Deutsche Reichsbahn erprobte Anfang der 1930er Jahre die dieselpneumatische Lokomotive (V 120 001), bei der ein Dampflokomotivtriebwerk mit Druckluft aus einem Dieselkompressor gespeist wurde. Diese Bauart setzte sich nicht durch.

## Kraftübertragung

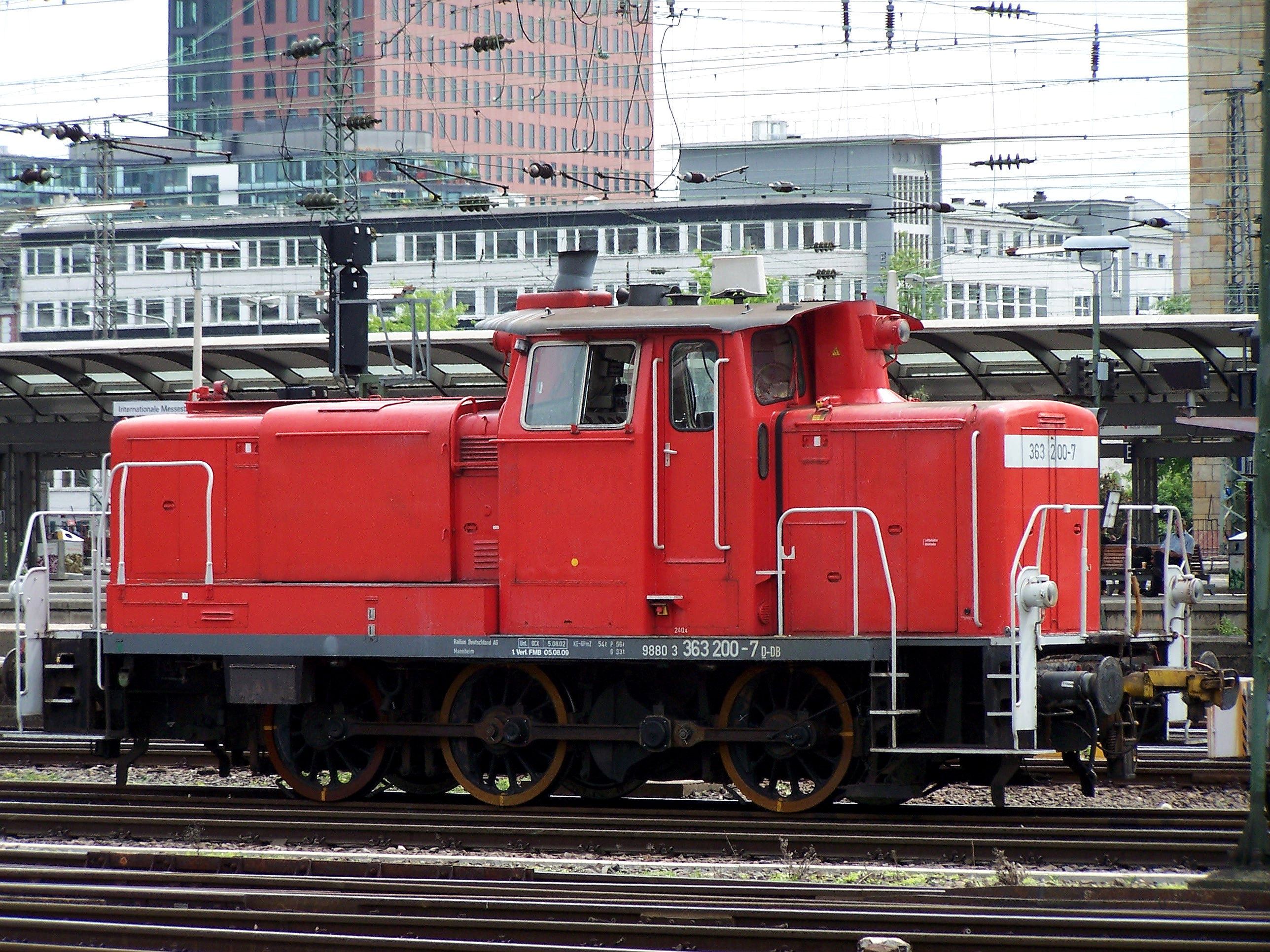
Rangierlok DB-Baureihe V 60 mit Stangenantrieb

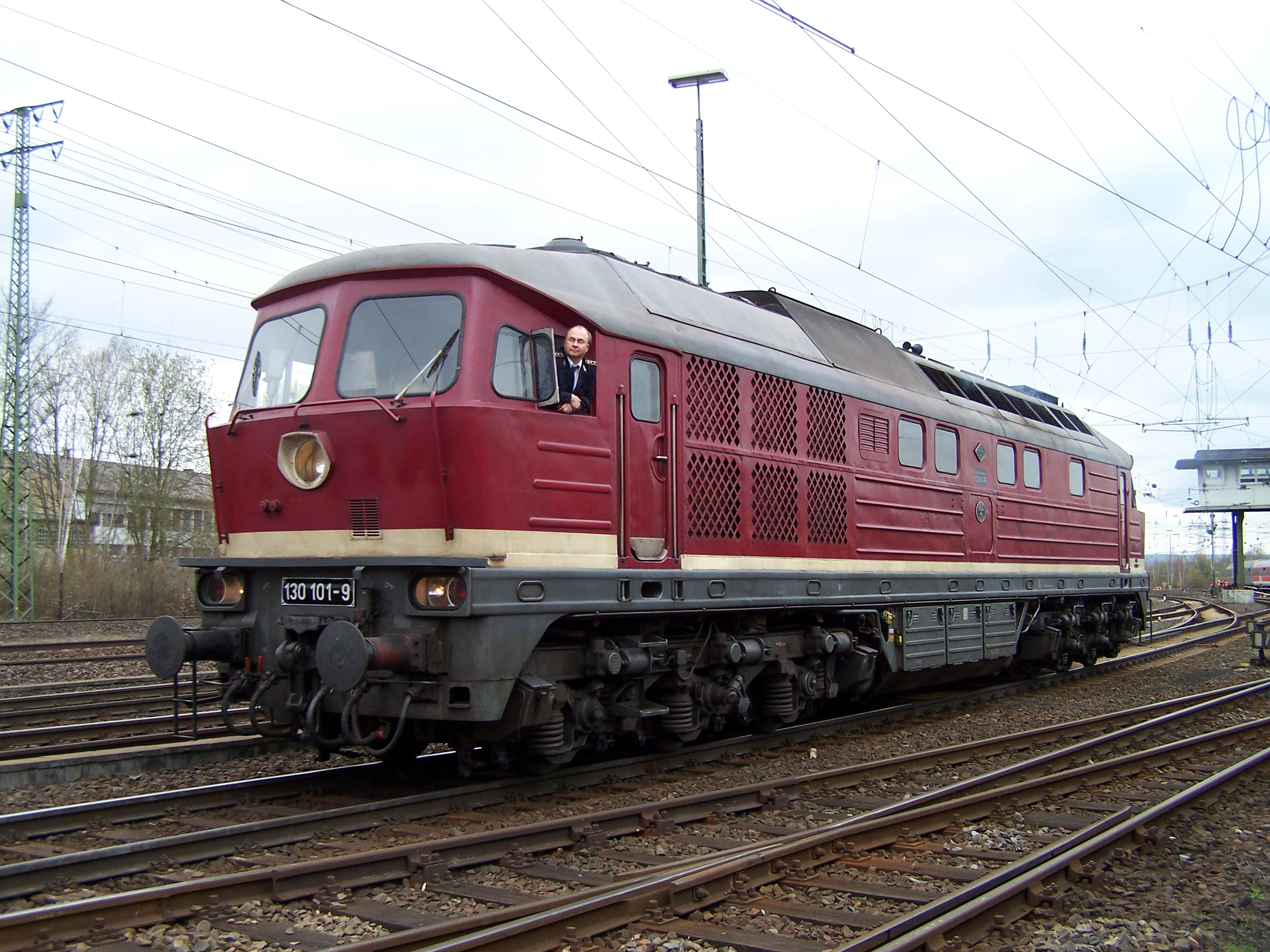
Dieselelektrische Lokomotive 130 101,
DR-Baureihe 130.1

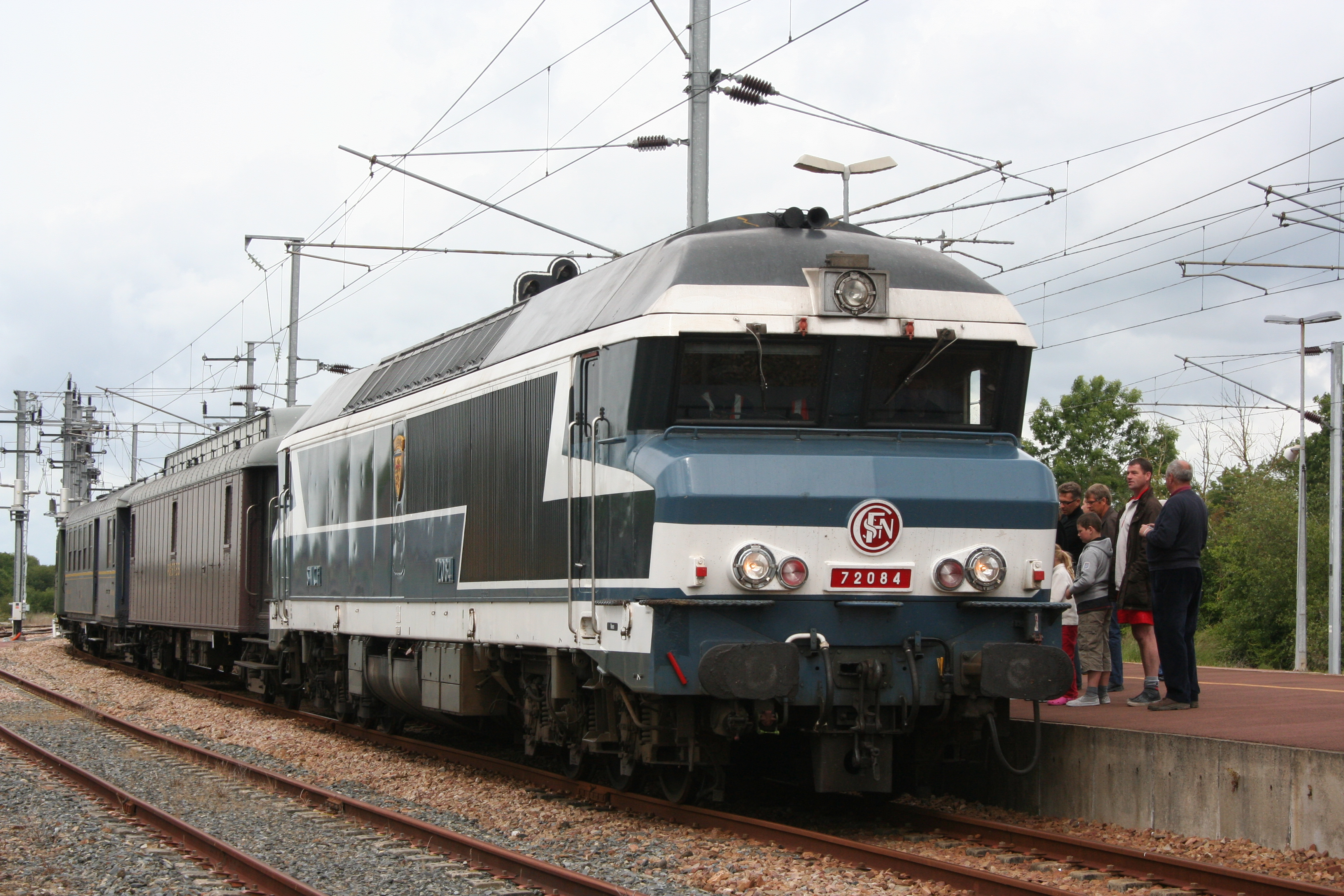
Dieselelektrische Lokomotive der Baureihe CC 72000 der SNCF

Die Kraftübertragung oder Leistungsübertragung hat bei einer Diesellokomotive folgende Aufgaben:
1. Wandlung von Motordrehmoment und -drehzahl derart, dass über den gesamten Geschwindigkeitsbereich ausreichend Zugkraft zur Verfügung gestellt wird,
2. lastfreier Start des Dieselmotors,
3. Drehrichtungsumkehr für den Fahrtrichtungswechsel.

Darüber hinaus kann die Leistungsübertragung auch die Funktion einer dynamischen Bremse ermöglichen (hydro- oder elektrodynamische Bremse).
Heutige Diesellokomotiven werden mit hydraulischer oder elektrischer Kraftübertragung gebaut, die beide ein problemloses Anfahren sowie eine unterbrechungsfreie Zugkraftentfaltung in allen Leistungsklassen ermöglichen.

### Hydraulische Kraftübertragung
Die hydraulische Kraftübertragung bzw. der dieselhydraulische Antrieb zeichnet sich durch eine kompaktere Bauform aus, weswegen sie in Deutschland bei den ab 1950 gebauten Lokomotiven zunächst bevorzugt zur Anwendung kam. Nachteil ist der relativ hohe mechanische Unterhaltungsaufwand. Verwendet werden meist Getriebe mit drei Strömungswandlern bzw. zwei Wandlern und einer Strömungskupplung. Es gibt auch Lösungen mit nur zwei Wandlern; bei diesen ist allerdings die Spreizung so groß, dass das Beschleunigungsverhalten zu wünschen übrig lässt. Zudem fällt der Wirkungsgrad der Getriebe am Ende der Kennlinie stark ab. Bei kleineren Leistungen kommen auch hydrostatische Antriebe zum Einsatz.

### Elektrische Kraftübertragung
Bei dieselelektrischer Kraftübertragung stimmen große Teile des Antriebs mit dem einer Elektrolokomotive überein, allein die elektrische Energie wird direkt an Bord erzeugt und nicht extern zugeführt: Das Ensemble aus Generatoren, Steuerung und Fahrmotoren ersetzt dann Kupplungen, Getriebe und Wandler. Die Ähnlichkeit im Aufbau ermöglicht die Konstruktion von Diesel- und elektrischen Lokomotiven mit vielen identischen Teilen bis zum Wagenkasten. Nachdem diese Möglichkeit zuerst in den 1960er Jahren in Frankreich genutzt wurde, boten sie nach der Einführung des umrichtergespeisten Drehstromantriebes weitere Hersteller an.
Wesentlicher Vorteil der dieselelektrischen im Vergleich zur hydraulischen Kraftübertragung sind die robustere Bauweise (niedrigerer Wartungsaufwand), eine bessere Leistungsausnutzung insbesondere beim Anfahren und ein geringerer Laufwiderstand. Nachteile sind vor allem die größere Masse und das Volumen.
Elektrische Leistungsübertragung gibt es in folgenden Bauformen:
1. Gleichstromgeneratoren mit Gleichstromfahrmotoren
2. Drehstromgeneratoren mit Diodengleichrichtung und Gleichstromfahrmotoren
3. Drehstromgeneratoren mit Drehstromfahrmotoren.

Die Steuerung des Antriebes geschieht durch Regelung der Erregermaschine sowie ggf. durch zusätzliche Regelungselemente vor den Fahrmotoren.
Zweikraftlokomotiven können ihre Antriebsenergie sowohl vom Generator als auch von einer Fahrleitung beziehen.
Beispiele:
- Typ P32AC-DM der US-amerikanischen Genesis-Serie
- Siemens Vectron Dual Mode[2][3]
- Stadler Eurodual[4]

### Mechanische Kraftübertragung
Eine mechanische Kraftübertragung ist wegen der verschleißintensiven Synchronisation beim Anfahren sowie von Zugkraftunterbrechungen während Gangschaltvorgängen nur bei geringen Motorleistungen bis circa 400 Kilowatt, somit nur für Kleinlokomotiven und Triebwagen, anwendbar.

## Nebenbetriebe
Neben der Bereitstellung und Übertragung der Energie für die Traktion werden auf Diesellokomotiven im Regelfall noch Aggregate und Übertragungseinrichtungen für folgende Nebenbetriebe benötigt:
- Druckluft für die Bremsanlagen und für das Starten des Dieselmotors,
- Elektrische Energie in geeigneter Stromart für die Beleuchtung und Lichtsignale der Lok und des Zuges sowie für Lüfterantriebe und zum Nachladen der Batterien,
- Dampf oder elektrische Energie in geeigneter Stromart für die Zugheizung.

Für die elektrische Zugheizung und Beleuchtung wurden bei dieselhydraulischen Lokomotiven zusätzliche, oft Heizdiesel genannte Dieselmotoren eingebaut, die ausschließlich einen Generator antrieben. Bei dieselelektrischen Lokomotiven kann die elektrische Energie sowohl für die Beleuchtung als auch die Heizung je nach Bauart den so ausgestatteten Hauptgeneratoren entnommen werden. Die für die zentrale Energieversorgung von Reisezugwagen und als Beeinflussungsschutz von Gleisstromkreisen erforderliche stabile Frequenz konnte jedoch erst mit der Praxistauglichkeit von Umrichtern zufriedenstellend gelöst werden.

## Verbrauch und Reichweite
Der Verbrauch an Dieselkraftstoff wird von der Zuglast, der Fahrgeschwindigkeit, der Wagen-Beladungsart, vom Streckenprofil und auch von inneren Verlusten bzw. dem Zustand der Maschinenanlage beeinflusst.
Die Reichweite unterliegt neben den Verbrauchswerten auch der Tankvolumenkapazität, wobei für Streckenlokomotiven Tankgrößen von 2000 bis 7000 Litern vorkommen (in Nordamerika sogar bis knapp 19 000 Liter).
An vielen Stellen wird für Diesellokomotiven moderner Bauart ein Verbrauchswert von 3 l/km (Liter pro Kilometer) angegeben. Spezieller wird auch ein Verbrauch von 6 bis 20 Gramm Treibstoff pro Tonne Last und Kilometer Strecke angegeben.
Beispiele:
- Für die Diesellokomotivbauart Vossloh Euro 4000 (Dauerleistung 3178 kW) wird angegeben: Reichweite mit einer Tankkapazität von 7000 Litern rund 2000 Kilometer.[9]
- Für die Lokomotiven der Baureihe 218 (Dauerleistung 1839 kW) wird angegeben: Die Dieseltanks können zusammen über 3000 Liter Kraftstoff aufnehmen, womit im Schnitt etwa 1000 Kilometer gefahren werden kann.[10]

## Sprachliches
Die Umstellung des Eisenbahnbetriebes von Dampflokomotiven auf Diesellokomotiven wird häufig mit „Verdieselung“ bezeichnet. Sprachliche Alternativen, wie etwa „Dieselisierung“ (abgeleitet von der englischen Bezeichnung „Dieselization“), wurden seitens der Gesellschaft für deutsche Sprache – und in der Folge auch von der DB – verworfen.